# Lupta contra incendiilor
.

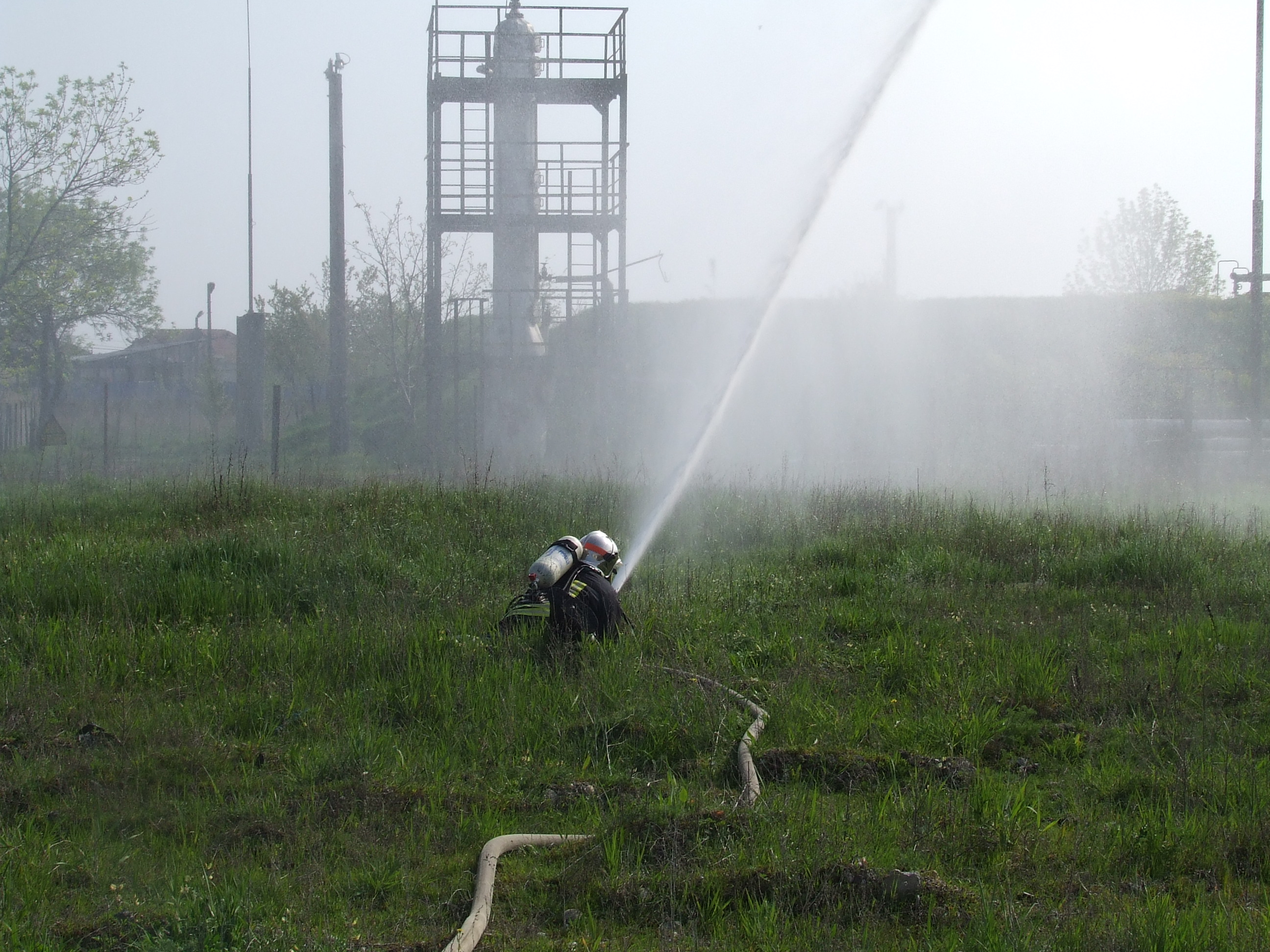
Pompierul în acțiune la stingerea incendiilor(exercițiu)

Lupta împotriva incendiilor este (cu unele excepții) un domeniul specific meseriei de  pompieri. Cu toate acestea, un început de incendiu poate fi stins. Cetățenii ar trebui să știe cum să ia măsuri pentru a preveni și stinge începutul de incendiu. Sunt cazuri când cu o găleată de apă se poate stinge un început de incendiu iar alteori trebuie  să folosești mii de litri pentru a-l putea stinge. În lupta împotriva incendiilor trebuie avut în vedere  următoarele trei elemente esențiale care îl întrețin numit triunghiului de foc:
- existența materialelor combustibile care se pot consuma prin ardere(lemn, hârtie , combustibil, gaz);
- un comburant sau prezența substanțelor care întrețin arderea, în general oxigenul din aer;
- sursă de energie capabile să realizeze temperatura de aprindere(scântei).

## Recomandări cetățean
.

Semn indicator pentru stingător

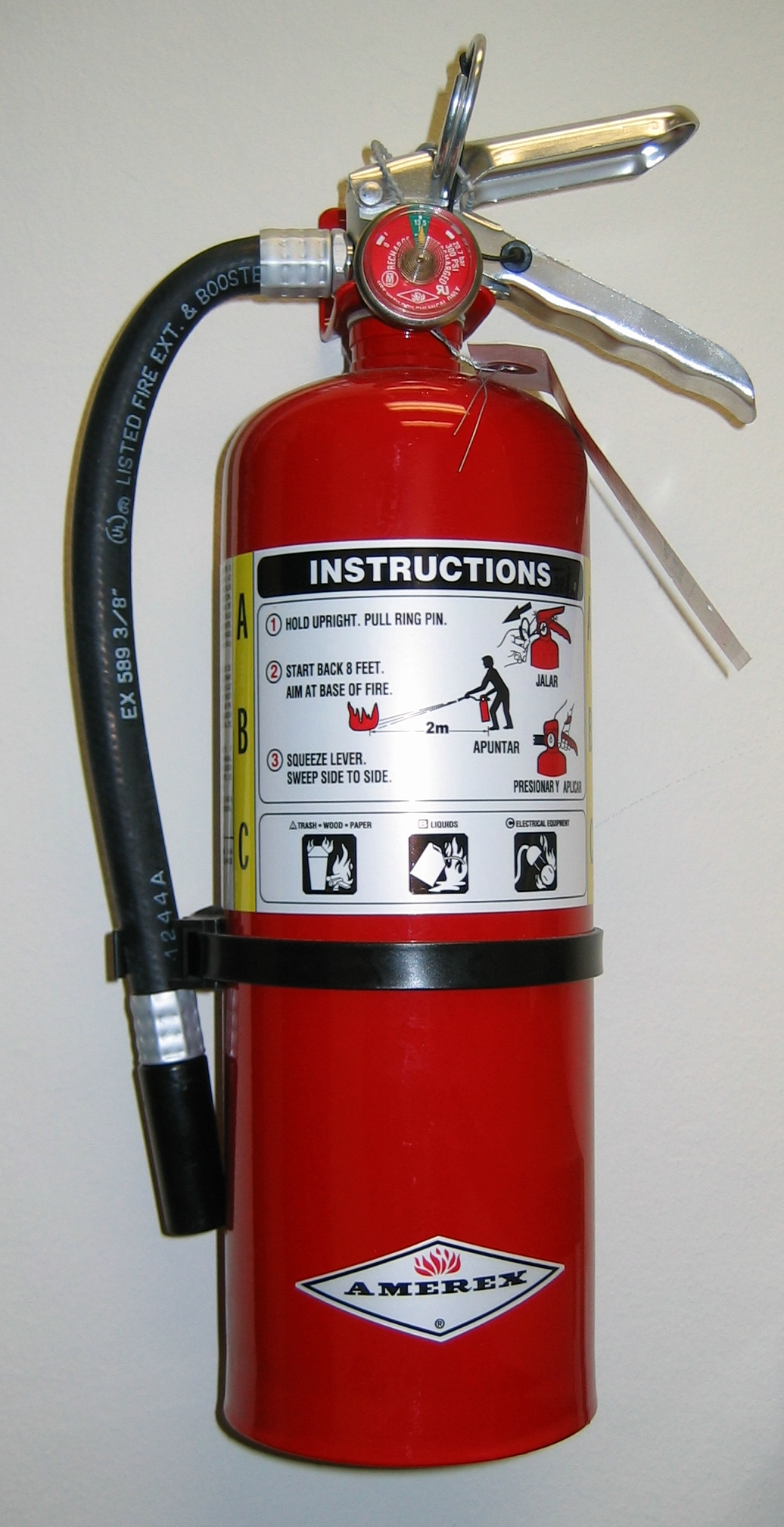
Stingător cu pulbere

În cazul unui incendiu, cetățeanul  poate acționa pentru stingerea acestuia, numai în cazul în care acesta este într-o fază incipientă, sau  dacă aveți mijloacele de primă intervenție la îndemână și acest lucru vă permite. Nici un moment nu trebuie să acționați într-un mod disproporționat care să vă expună unui risc. 
Dacă vă aflați într-o clădire incendiată trebuie să ieșiți imediat în afara clădirii, încercând pe cât posibil să folosiți cele mai sigure trasee.În cazul în care clădirea respectivă este prevăzută cu ieșire de urgență, folosiți căile de evacuare, iar odată ajuns afară, nu vă mai întoarceți înăuntru, chiar dacă ați uitat acolo ceva foarte important. Viața dumneavoastră este cu mult mai importantă. Nu folosiți ascensorul.

## Recomandări în caz de incendiu
Persoana care observa un incendiu, au obligația să anunțe prin orice mijloc, după caz, pompierii, primarul, sau poliția și sa ia măsuri, după posibilitățile sale, pentru limitarea și stingere a incendiului.
În caz de incendiu, orice persoana trebuie să acorde ajutor, când și cât este rațional posibil, semenilor aflați în pericol, sau în dificultate, din proprie inițiativa ori la solicitarea victimei, a reprezentanților autorităților administrației publice, precum și a personalului   Serviciilor de urgența din România la telefonul  112, telefon unic pentru situații de urgență, poliție, ambulanță, pompieri.        
Pentru operativitate, este bine ca datele pe care le furnizați Serviciilor de urgența din România să fie clare și să răspundeți la la următoarele întrebări?
- cine este persoana care anunță;
- ce accident s-a produs;
- cum se manifestă incendiu;
- unde s-a produs incendiul/accidentul.

Apoi așteptați lângă telefon pentru confirmarea apelului dumneavoastră.
În cazul incendiilor produse la păduri, plantații, culturi agricole, miriști, pășuni și fânețe, persoanele aflate în apropiere au obligația sa intervină imediat cu mijloacele de care dispun, pentru limitarea și stingerea acestora.
În situația în care o persoană este surprinsă de izbucnirea unui incendiu este necesar să respecte anumite reguli care să preîntâmpine cazurile de accidentare sau punere în pericol a integrității fizice ori a vieții acesteia.

## Mijloace de stingere

### Apa
.

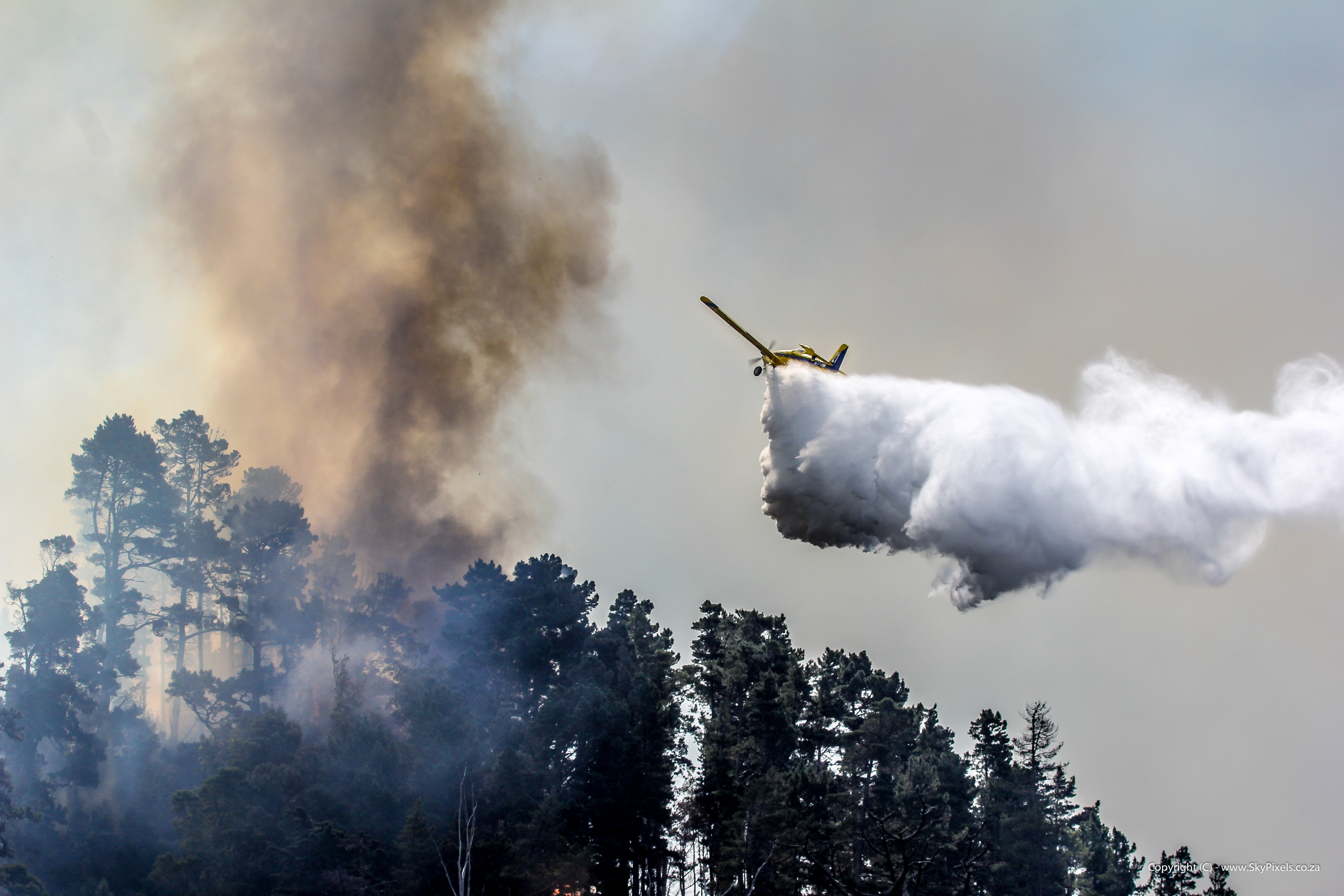
Un avion de stingere a incendiilor aruncă apă într-un incendiu de pădure în Africa de Sud

Apa este substanța de stingere cu cea mai mare eficacitate în ceea ce privește stingerea incendiilor de materiale combustibile (clasa A), datorită căldurii latente de vaporizare  mare  (243,58 J la 25°C). Pentru a se vaporiza "extrage" o cantitate mare din căldura incendiului. Ca urmare, efectul de stingere al   incendiului cu apă se realizează, în principal, prin răcirea materialului care arde. Efectul de stingere se realizează și prin izolarea suprafeței incendiate de oxigenul din aer și prin acțiune mecanică (când se folosește sub formă de jet compact). Apa care vine în contact cu materialul aprins absoarbe căldura, o transformă în vapori și prin saturarea spațiului înconjurător, limitează accesul aerului spre focarul incendiului. Apa constituie, totodată, un filtru pentru radiație termică, deci cu excelentă capacitate de ecranare și protecție la incendiu.
Apa poate fi folosită sub formă de jet compact, pulverizat și abur.
Apa se refulează asupra zonelor de ardere sub formă pulverizată (picături fine, ceață sau ploaie).Față de jetul compact, jetul pulverizat prezintă ca avantaje mărirea randamentului de stingere prin micșorarea consumului de apă, nedeteriorarea obiectelor, posibilitatea utilizării în incinte cu praf combustibil, dar prezintă dezavantajul lungimii  reduse a jetului. se refulează asupra zonelor de ardere sub formă pulverizată (picături fine, ceață sau ploaie).Față de jetul compact, jetul pulverizat prezintă ca avantaje mărirea randamentului de stingere prin micșorarea consumului de apă, nedeteriorarea obiectelor, posibilitatea utilizării în incinte cu praf combustibil, dar prezintă dezavantajul lungimii reduse a jetului.

### Apa nu se poate folosi la
- instalații electrice sub tensiune, deoarece este o bună conducătoare de electricitate;
- acolo unde sunt substanțe sau produse chimice (carbidul carbură de calciu, metale ca sodiu și potasiu etc.) poate genera explozie sau degaja gaze combustibile care intensifică arderea.
- unele materiale foarte inflamabile plutesc pe apă, cum ar fi uleiul  iar în cazul unui incendiu acesta nu se stinge se poate extinde cum sunt și scurgerile de petrol sau alt tipuri de carburanți.

Pentru astfel de incendii de clasa B, apa este înlocuită cu produse care "sufoca focul", spuma.
Pentru stingerea incendiilor pompierii se folosesc de tehnica și utilajele aflat în dotarea unității: (autospecială pentru stingerea incendiilor, autoscară mecanică, alte autospeciale, vehicule specifice intervenției în asemenea situații sau în cooperare cu alte unități militare folosind avion de stingere a incendiilor, etc. În funcție de tipul incendiului pompierii folosesc agent specific pentru stingerea acestuia(apă, spumă, dioxidul de carbon (CO2), pulberi.

### Pulberile
Pulberile stingătoare sunt amestecuri de substanțe chimice solide, fin divizate, având unul sau mai mulți componenți principali și o serie de aditivi pentru ameliorarea caracteristicilor de mobilitate și depozitare.
După destinație, pulberile stingătoare sunt de două tipuri:
- de uz general - cele folosite pentru  incendii din clasele A, B, C și pentru echipamente electrice sub tensiune;
- de uz special - cele pentru  incendii din clasa D.

Datorită capacității mari de stingere, se recomandă folosirea pulberilor la stingerea practic a tuturor materialelor combustibile, a incendiilor de echipamente electrice sub tensiune, precum și a incendiilor la temperaturi exterioare foarte scăzute.

### Spuma

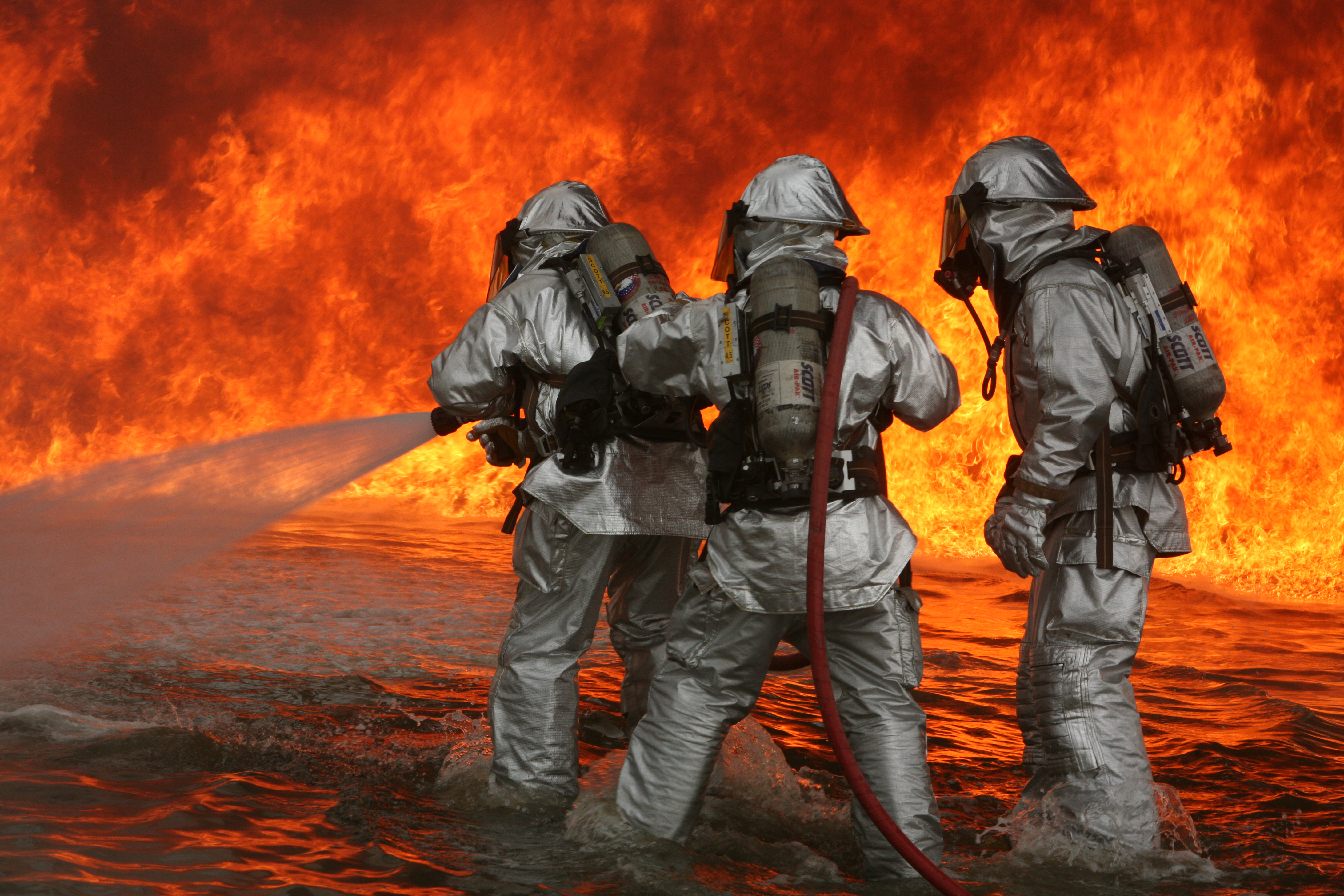
USMC Pompierii USMC neutralizează un incendiu în timpul unui exercițiu de antrenament

Spumele se utilizează pentru incendii din clasa B. Pentru clasa A, eficacitatea este diminuată, comparativ cu cea a apei. Spuma este foarte utilă împotriva incendiilor în care ard combustibili lichizi, unde apa ar putea să întrețină focul. Ea trebuie aplicată în așa fel încât să acopere materialul care arde, blocând contactul focului cu oxigenul. Acest lucru va duce în final la stingerea focului din cauza lipsei oxigenului.
Spuma nu se poate utiliza la incendiile în care sunt implicate și surse de electricitate.

### Gazele inerte( IG100 -Azot, IG01 -Argon, IG541
au ca aplicatii protectia la incendiu la:
- Centre de date, Camere Servere, facilitati IT – in general;
- ARHIVE;
- Telecomunicatii;
- Riscuri industrial diverse; Casute Transformator;
- Librarii, Muzee si galerii de Arta;
- Depozite de lichide inflamabile.